# Аншлаг (телепередача)
«Аншлаг» — одна з найпопулярніших російських гумористичних телепередач. Незмінна ведуча програми — Регіна Дубовицька, артисти виступали в програмі: Володимир Винокур, Михайло Євдокимов, Клара Новікова, Юрій Гальцев, Світлана Рожкова, Віктор Коклюшкін, Ян Арлазоров, комік-дует «Кролики» та інші.

## Критика

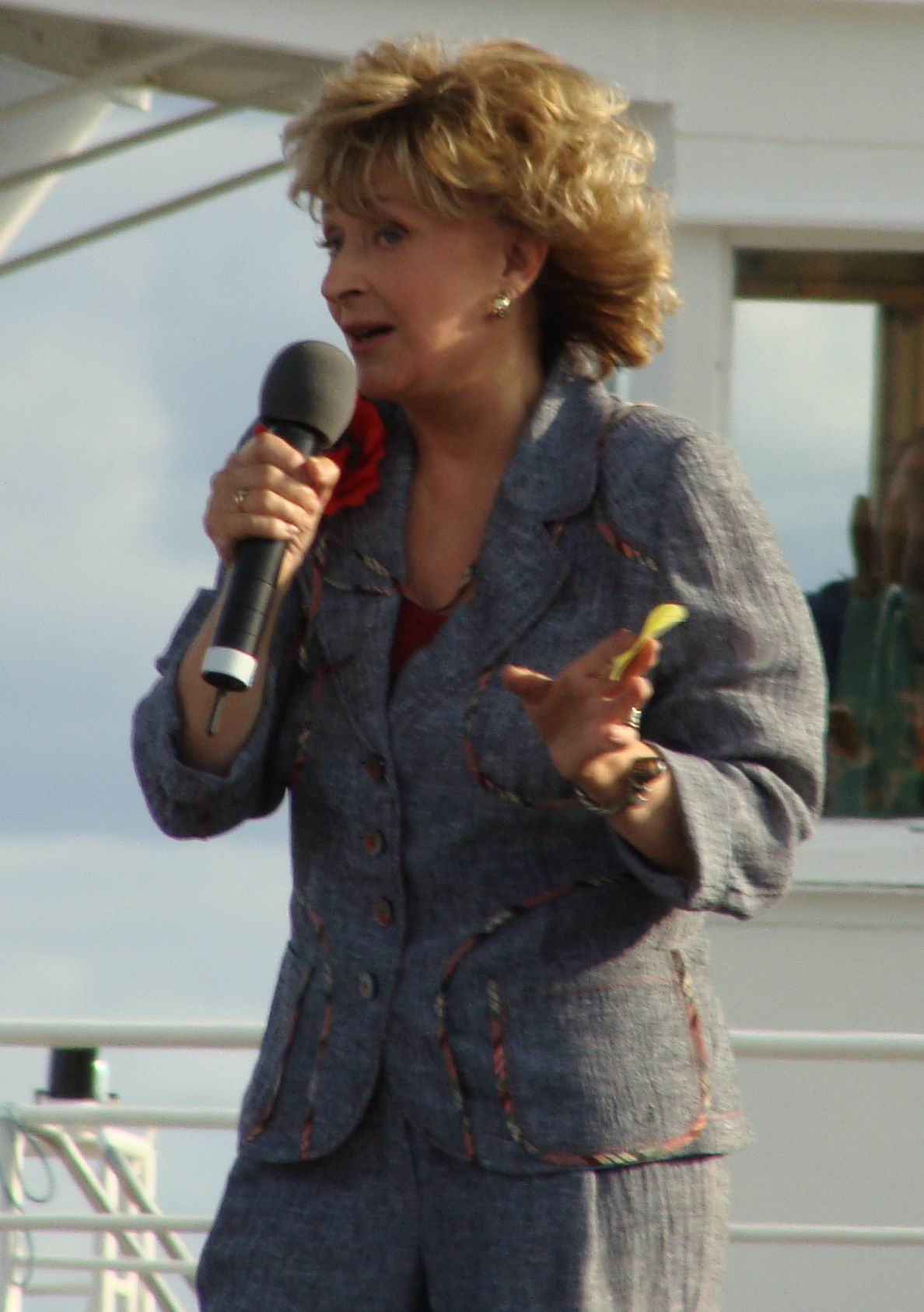
Регіна Дубовицька

У цей час[коли?] «Аншлаг» іноді критикується за низький художній рівень, плоскі жарти та номери, що включаються до телепередачі. Зокрема, міністр оборони Росії (на той момент) Сергій Іванов у грудні 2004 на засіданні уряду Російської Федерації заявив:
 «Подивіться, що відбувається на ТБ у святкові дні — йде вульгарщина типу „Аншлагу“, тому мені хочеться запитати — що зроблено для того, щоб припинити дебілізацію населення за допомогою телебачення?» 
16 жовтня 2005 в Москві на Слов'янській площі пройшов пікет проти цієї передачі, учасники якого вимагали замінити на телеекранах «Аншлаг» і «Сміхопанорама» освітніми, аналітичними програмами або документальними фільмами.

## Відповіді на критику
У той же час Регіна Дубовицька не вважає, що її програма орієнтована на малоосвічені маси:
 «… я, очевидно, працюю дійсно для певної публіки. Якщо певною публікою вважати людей, що люблять гумор. А що стосується мого образу, то ще Бунін говорив: я не золотий, щоб усім подобатися».
 «Коли кричать „дебілізація“, я хочу сказати: хлопці, моя розважальна передача не покликана нікого вчити любити класику або гарну музику. Людина повинна подивитися „Аншлаг“, посміхнутися, вимкнути і забути. А вчити — це завдання вже не моє».

## Закриття передачі
Починаючи майже з самого запуску програми «Аншлаг» ходять чутки про її закриття, і вони не перестають існувати і зараз, зокрема: «Найближчим часом передача буде закрита. За словами Регіни Дубовицької, причина — у світовій кризі.
„Зараз ще триває зйомка, але мова йде про останні випуски. Остання передача вийде в ефір пізньою весною“, — зізналися співробітники „Артес“, слова яких наводить „Євразія“.
Пропонується заміна цієї передачі, також як інших гумористичних на каналі РТР, циклом „Бесід про російську літературу“ Юрія Лотмана.»
Сама Регіна Дубовицька ці чутки всіляко відкидає. (Телесемь № 9 / 2009)